# Micachu
Mica Levi, mais conhecido como Micachu (Surrey, 28 de fevereiro de 1987), é um intérprete e compositor britânico. Elu se assumiu como não binário em 2020.

## Discografia
| Ano  | Álbum | Pico de posição |
| Ano  | Álbum | UK              |
| ---- | --- | --------------- |
| 2009 | Jewellery (com The Shapes) - Lançamento: 9 de março de 2009 - Gravadora: Accidental Records e Rough Trade Records | 196             |
| 2012 | Never (com The Shapes) - Lançamento: 23 de julho de 2012 - Gravadora: Rough Trade Records                         | -               |
| 2014 | Under The Skin (trilha sonora) - Lançamento: 17 de março de 2014 - Gravadora: Milan Records e Rough Trade Records | -               |
| 2015 | Good Sad Happy Bad (com The Shapes) - Lançamento: 11 de setembro de 2015 - Gravadora: Rough Trade Records         | -               |
| 2016 | Remain Calm (com Oliver Coates) - Lançamento: 25 de novembro de 2016 - Gravadora: Slip Records                    | -               |
| 2016 | Jackie (trilha sonora) - Lançamento: n/a - Gravadora: n/a                                                         | -               |